# Taphropiestes

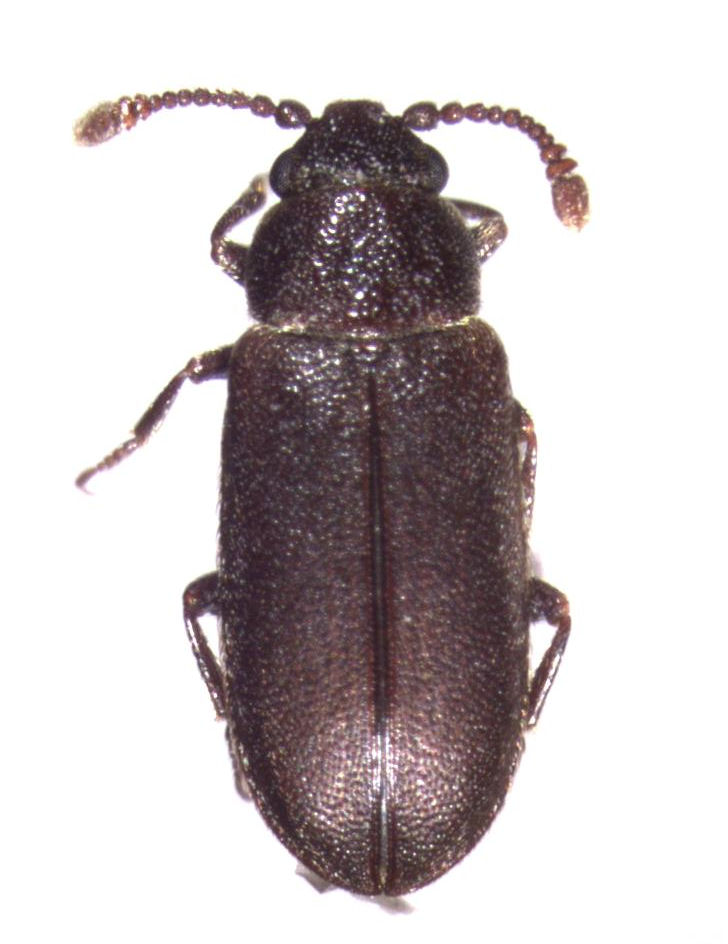
Taphropiestes watti

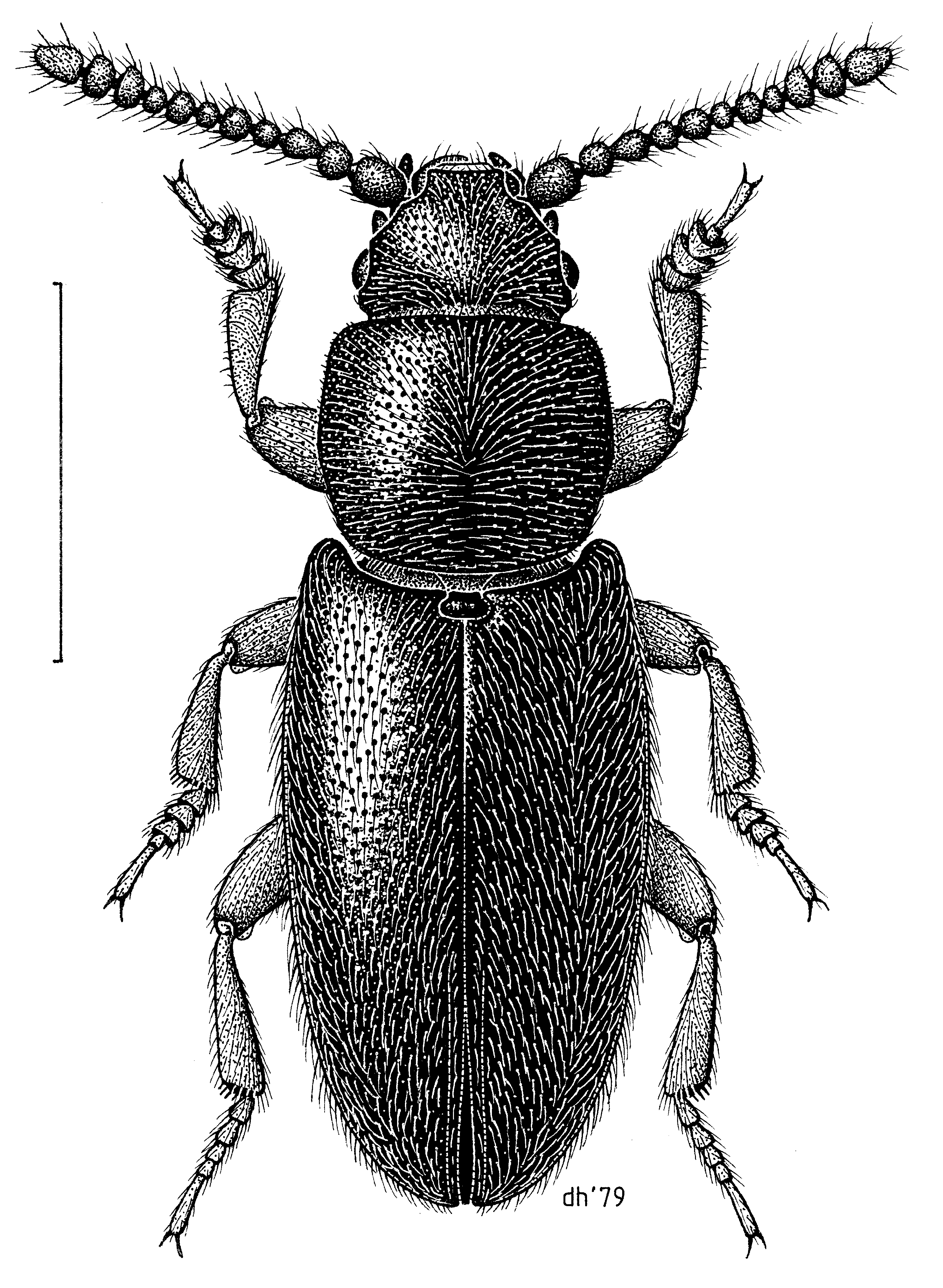
Rysunek samca Taphropiestes chathamensis

Taphropiestes – rodzaj chrząszczy z podrzędu wielożernych i nadrodziny zgniotków, jedyny z monotypowej rodziny Cavognathidae. Obejmuje dziewięć opisanych gatunków. Zamieszkują Amerykę Południową, Australię i Nową Zelandię. 

## Morfologia

### Owad dorosły
Chrząszcze o ciele długości od 2,4 do 4,6 mm, wyraźnie dłuższym niż szerszym, z wierzchu porośniętym krótkimi, delikatnymi włoskami.
Szersza niż dłuższa głowa opada ku przodowi i zaopatrzona jest w duże, wyłupiaste, okrągłe oczy złożone z grubych omatidiów, pomiędzy którymi brak wyraźnych szczecinek. Brak jest między czołem a nadustkiem szwu epistomalnego, ale obecne zwykle dołki po bokach rejonu nadustkowego niekiedy połączone są U-kształtną bruzdą ów szew przypominającą. Słabo rozwinięty występ czoła częściowo przykrywa panewki czułkowe. Nadustek wysunięty jest daleko przed te panewki i ma łukowatą do prosto ściętej krawędź przednią. Wystające ku przodowi, czasem zaostrzone policzki nie są od nadustka wyraźnie ograniczone. Brak jest rowków podczułkowych. Czułki buduje 11 członów, z których te od piątego do siódmego są szersze niż czwarty i ósmy, a te od dziewiątego do ostatniego formują buławkę. Potylica nie ma elementów strydulujących, a listewka potyliczna jest co najwyżej słabo zaznaczona. Mocno poprzeczna warga górna ma przedni brzeg prawie ścięty lub lekko wypukły. Trochę dłuższe niż szersze, spłaszczone żuwaczki mają dwuzębne wierzchołki, równomiernie zakrzywione krawędzie zewnętrzne, po jednym zębie przedwierzchołkowym na krawędziach tnących, błoniaste prosteki i silnie uwstecznione mole. Cechą wyróżniającą na tle nadrodziny jest obecność wewnątrz żuwaczki kieszeni czy też pęcherzyka; jego ujścia leżą na grzbietowej powierzchni żuwaczki, wzdłuż jej zewnętrznej krawędzi. Żuwka wewnętrzna jest nieco węższa od zewnętrznej i wyposażona w silny haczyk. Ostatni człon głaszczków szczękowych jest dwukrotnie dłuższy niż szerszy, najszerszy u podstawy i dalej zwężony ku wąsko zaokrąglonemu wierzchołkowi. Warga dolna ma zesklerotyzowany, poprzeczny i niepodzielony wcięciem języczek, szerszą niż dłuższą bródkę i wąsko zaokrąglone wierzchołki szczytowych członów głaszczków wargowych. Okolica poprzedzająca gulę jest szeroko wklęśnięta i zaopatrzona w parę skośnych bruzdek, każda z głębszym i dowewnętrznie zwróconym dołkiem. Szwy gularne mają szeroki rozstaw.
Szersze niż dłuższe przedplecze ma rozwarte kąty przednie i tylne, przeciętnie zakrzywione, nierozpłaszczone krawędzie boczne, przynajmniej na przedzie zanikłe listewki boczne oraz lekko zakrzywioną i nieobrzeżoną krawędź tylną. Silnie poprzeczna tarczka ma kanciasty wierzchołek. Pokrywy są od 1,7 do 1,9 raza dłuższe niż szerokie, od 2,5 do 3,5 raza dłuższe od przedplecza i na przedzie nieznacznie szersze od jego podstawy. Boczne brzegi mają lekko łukowate, w tyle zbieżne, a powierzchnię gęsto i bezładnie punktowaną, pozbawioną rządków przytarczkowych. Wąskie epipleury sięgają do szczytu pokryw. Skrzydła tylnej pary zwykle są wykształcone i w tym przypadku około dwukrotnie dłuższe niż szerokie, o krótkim polu szczytowym, silnie zredukowanym płacie analnym, z czterema żyłkami w polu środkowym, zawsze bez komórek radialnej i klinowatej oraz z co najwyżej niewyraźnie zaznaczoną żyłką r4. Przedpiersie ma część przedbiodrową w przybliżeniu co najmniej tak długą jak średnica panewki przednigo biodra, a wyrostek międzybiodrowy sięgający daleko za tylne krawędzie bioder, płaski i lekko u szczytu rozszerzony. Szwy notosternalne nie są na przedzie kompletne. Panewki przednich bioder są owalne, wąsko rozstawione, wąsko od zewnątrz otwarte oraz otwarte od wewnątrz, a panewki bioder środkowych przeciętnie szeroko rozstawione i otwarte bocznie. Krętarzyki środkowych bioder są częściowo odsłonięte. Na granicy śródpiersia i wydłużonego, lekko sklepionego zapiersia występują dwie niewielkie wypustki tego pierwszego. Linii zabiodrowych na zapiersiu brak. Biodra tylnej pary są silnie poprzeczne i wąsko rozstawione. Widełki sternalne zapiersia mają krótki trzon i długie ramiona boczne. Odnóża są wąskie, o silnie ukośnym łączeniu krętarzy i ud, pojedynczej i krótkiej ostrodze wierzchołkowej goleni skrytej wśród sztywnych szczecinek oraz pięcioczłonowych stopach z członem czwartym nieco krótszym od trzeciego, a członem piątym pozbawionym empodium i wyposażonym w niezmodyfikowane pazurki.
Na spodzie odwłoka widocznych jest pięć sternitów, z których pierwszy pozbawiony jest linii zabiodrowych i wypuszcza ku przodowi wąsko trójkątny wyrostek międzybiodrowy. Dobrze wykształcone przetchlinki leżą na segmentach od pierwszego do siódmego. Samiec ma krótkie spiculum gastrale i symetryczny edeagus z krótką pośrodkową rozpórką na przedniej krawędzi tegmenu, krótkimi, wąskimi, niezrośniętymi ze sobą, stawowo z fallobazą połączonymi paramerami oraz niedwudzielnym, zaostrzonym lub kanciastym na szczycie płatem środkowym (prąciem) zaopatrzonym w parę rozpórek na przednim brzegu. Samica ma dobrze rozwinięte spiculum ventrale oraz małą, zakrzywioną i słabo zesklerotyzowaną spermatekę. Osiągające przeciętne wymiary pokładełko ma krótki i szeroki gonokoksyt dosiebny z zakrzywionym lub falistym bakulum, przeciętnie długi i u szczytu zwężony gonokoksyt odsiebny oraz osadzony przedwierzchołkowo, walcowaty gonostylik.

### Larwa
Larwa ma wydłużone i lekko spłaszczone ciało osiągające od 3 do 7 mm długości, skąpo porośnięte długimi, niezmodyfikowanymi szczecinkami. Ubarwienie jest jasne z ciemniejszymi głową, płytkami wierzchu ciała i urogomfami. Prognatyczna głowa ma wolną wargę górną, sześć par oczek larwalnych i średnio długie czułki zbudowane z trzech członów, z których pierwszy jest szeroki, drugi od czterech do pięciu razy dłuższy niż pierwszy, a trzeci trzykrotnie krótszy od drugiego. Puszka głowowa pozbawiona jest szwu epistomalnego i szwu epikranialnego, a ramiona szwu czołowego są lirowate, od nasady oddzielone i osiągają panewki czułków. Symetryczne, szerokie u nasady i wąskie u szczytu żuwaczki mają dwa zęby wierzchołkowe i położony blisko nich ząb przedwierzchołkowy, nie mają zaś prosteki, dodatkowych wyrostków spodnich czy moli – tę ostatnią zastępują dwa wyrostki, z których jeden jest ostry i zesklerotyzowany, a drugi przezroczysty i porośnięty szczecinkami. Szczęki mają poprzeczne, niepodzielone kotwiczki, dłuższe niż szerokie pieńki, trójczłonowe głaszczki i sierpowate wierzchołki mali z kilkoma zębami na wewnętrznej krawędzi. Warga dolna ma wyodrębniony przedbródek i podbródek, całkiem wolną bródkę, niezmodyfikowany języczek i dłuższe od niego, dwuczłonowe głaszczki. Podgębie pozbawione jest skleromu. Przyrośnięta do wargi dolnej, szersza niż dłuższa gula wygraniczona jest oddzielonymi od siebie szwami gularnymi. Dobrze wykształcone odnóża buduje pięć członów, z których przedstopie jest pazurkowate i zaostrzone. Dwukrotnie dłuższy od tułowia odwłok ma dziesiąty segment zaopatrzony w parę nieruchomych, wygiętych ku górze urogomfów, a segment dziesiąty okrągły z okolicą analną zwróconą tylno-brzusznie.

## Ekologia i występowanie
Owady te są nidikolami. Zarówno larwy, jak i postacie dorosłe bytują w gniazdach różnych ptaków, w tym: pingwinów małych, albatrosów ciemnoskrzydłych, burzyków szarych, petrelków krótkodziobych, petrelców olbrzymich, kormoranów nakrapianych i nowozelandzkich, krótkodziobków, koralicowców królewskich, świergotków nowozelandzkich, modrolotek żółtoczapkowych, gąsienicojadów białoplamych i dzierzbowronów. Z powodu błędnych doniesień o obecności Cavognathidae na pisklętach przypuszczano, że mogą one być pasożytami ptaków. Nie odnotowano jednak wywoływania przez te owady szkód u piskląt czy występowania na nich, a alternatywne doniesienie wskazuje na saprofagię jako strategię pokarmową Cavognathidae.
Przedstawiciele rodzaju występują w krainach neotropikalnej i australijskiej. W tej pierwszej ograniczeni są do Ameryki Południowej, rozmieszczonymi będąc od Wenezueli przez Brazylię po Chile i Argentynę. W krainie australijskiej znani są z Australii i Nowej Zelandii, w tym z Wysp Chatham.

## Taksonomia i ewolucja
Rodzaj i gatunek typowy, T. fusca, opisane zostały po raz pierwszy w 1875 roku przez Edmunda Reittera. W 1921 roku Thomas Broun opisał rodzaj Neocercus i jego gatunek typowy, N. electus. W 1964 roku Roy A. Crowson opisał rodzaj Cavognatha i jego gatunek typowy, C. pullivora, zaznaczając, że prawdopodobnie należą one do nieznanej wcześniej rodziny chrząszczy. W 1966 roku Tapan Sengupta i R.A. Crowson wprowadzili podrodzinę Cavognathinae w obrębie Boganiidae, a w 1969 roku wynieśli ją do rangi osobnej rodziny Cavognathidae, zaliczając do niej rodzaje Cavognatha, Neocercus i Taphropiestes. W 1973 roku R.A. Crowson opisał w obrębie tej rodziny nowy rodzaj Zeonidicola i jego gatunek typowy, Z. dumbletoni. W 1980 roku John Charles Watt opisał drugi gatunek z rodzaju Zeonidicola. W 1999 roku Pablo Augusto Goloboff przeprowadził analizę kladystyczną metodą największej parsymonii, w wynikach której potwierdzono monofiletyzm Cavognathidae, ale nie rozpoznano w jej obrębie żadnych stabilnych kladów. W 2010 roku Adam Ślipiński i Wioletta Tomaszewska przeprowadzili w oparciu o reinterpretację cech morfologicznych i wyniki Goloboffa rewizję systematyczną Cavognathidae, synonimizując z rodzajem Taphropiestes wszystkie pozostałe ich rodzaje oraz opisując cztery nowe gatunki.
Po rewizji z 2010 roku do omawianego rodzaju zalicza się dziewięć opisanych gatunków:
- Taphropiestes australis Ślipiński et Tomaszewska, 2010,
- Taphropiestes chathamensis (Watt, 1980),
- Taphropiestes dumbletoni (Crowson, 1973),
- Tapropiestes electa (Broun, 1921),
- Taphropiestes fusca Reitter 1875,
- Taphropiestes magna Ślipiński et Tomaszewska, 2010,
- Taphropiestes plaumanni Ślipiński et Tomaszewska, 2010,
- Taphropiestes pullivora (Crowson, 1964),
- Taphropiestes watti Ślipiński et Tomaszewska, 2010.

Pozycja Cavognathidae na drzewie filogenetycznym zgniotków jest niepewna.  W wynikach morfologicznych analiz kladystycznych Richarda A.B. Leschena, Johna F. Lawrence’a i Adama Ślipińskiego z 2005 roku zajęły one pozycję bliską Lamingtoniidae i Myraboliidae gdy brano pod uwagę cechy dorosłych i larw, pozycję siostrzaną dla kladu tworzonego przez Agaphyto i Phloeostichidae gdy brano pod uwagę tylko cechy dorosłych oraz pozycję siostrzaną dla Protosphindus gdy brano pod uwagę tylko cechy larw. W wynikach morfologicznej analizy filogenetycznej J.F. Lawrence’a i innych z 2011 roku Cavognathidae zajęły pozycję siostrzaną dla Myraboliidae, tworząc z nimi klad siostrzany dla kladu obejmującego pleszakowate, Anamorphinae i Euxestinae. W wynikach molekularnych analiz filogenetycznych Jamesa A. Robertsona i innych z 2015 roku pozycja Cavognathidae była niestabilna. Jako ich grupa siostrzana pojawiały się Phloeostichidae, Myraboliidae lub Cyclaxyridae.